# François-de-Paule Latapie
Pour les articles homonymes, voir Latapie.
François Paul Latapie, qui se fit appeler François-de-Paule Latapie, est un homme des Lumières, voyageur, naturaliste, inspecteur des manufactures de la province de Guyenne, et théoricien de la nouvelle esthétique des jardins à l’anglaise. Né à Bordeaux le 8 juillet 1739, et mort dans la même ville le 8 octobre 1823, Latapie fonde l’année de sa disparition le prix de la Rosière de La Brède, qui rend annuellement hommage depuis cette date à celui qui fut son premier protecteur autant que son père de substitution : le philosophe Montesquieu.
Latapie a laissé derrière lui une abondante documentation, inédite et récemment découverte par Gilles Montègre, qui s’avère être l’une des plus riches archives de voyage du 18e siècle. Réparties entre des fonds privés familiaux et les fonds publics bordelais, cette documentation se compose de 18 cahiers ou carnets manuscrits formant le journal quotidien d’une décennie de voyages accomplis à travers l’Angleterre, l’Italie ou la France, mais également plusieurs centaines de mémoires, notes et lettres de voyage adressées par Latapie à ses protecteurs, au premier rang desquels les membres de la famille Montesquieu, le directeur du bureau du Commerce Philibert Trudaine de Montigny et l’amateur de science Louis-Alexandre de La Rochefoucauld. Les archives de voyage Latapie permettent de renouveler en profondeur l’image et la compréhension des pratiques voyageuses du 18e siècle. Les Éphémérides française et italienne du voyageur documentent en particulier 1313 rencontres rendant possible une radiographie de la société du voyage dans l’Europe des Lumières.

## Biographie

### Latapie et les Montesquieu
François Paul Latapie est le petit-fils de Pierre Latapie( 1), notaire royal  arpenteur-feudiste à La Brède, et le fils de Pierre Latapie( 2) notaire royal et juge  de la Brède et de Thérèse Berthomieu. Sa famille y avait été appelée par Jacques de Secondat à la fin du XVIIe siècle. Il a passé son enfance à La Brède où son père est employé par le philosophe Charles Louis de Secondat, baron de La Brède et de Montesquieu. Le jeune Latapie est le seul de sa nombreuse fratrie à entrer dans l'entourage proche du philosophe, à le suivre dans ses promenades et l'assister dans ses recherches. Familier du château de La Brède dont il fréquente quotidiennement le jardin et la bibliothèque, Latapie copie un certain nombre de manuscrits encore inédits du philosophe, parmi lesquels les Pensées qui ne connaîtront leur première édition qu'à la fin du XIXe siècle. Latapie a quinze ans quand Montesquieu décède à Paris le 10 février 1755. 
Tout au long de sa vie, Latapie demeure un proche des descendants directs de Montesquieu. Il est en particulier le secrétaire du fils de Montesquieu Jean-Baptiste de Secondat (1716-1796), et le précepteur de son petit-fils Charles Louis de Secondat. Bénéficiant des réseaux de protection de la famille Montesquieu, Latapie parvient à s'extraire de son milieu social pour devenir un interlocuteur très apprécié des membres les plus reconnus la République des Lettres, des sciences et des techniques de son temps. 
Jean-Baptiste de Secondat eut de fortes réticences à publier les textes inédits de son père, parfois inachevés. En 1767, la publication des Lettres familières du président de Montesquieu échangées entre Montesquieu et l'abbé de Guasco a déclenché un scandale car il mettait en cause Madame Geoffrin. Le fils de Montesquieu a demandé l'avis de François-de-Paule Latapie qui lui a conseillé de résister à leur publication. Ce n'est qu'en 1783 que Jean-Baptiste de Secondat a accepté de publier un petit livre d’Œuvres posthumes.

### Formation bordelaise et parisienne
Latapie quitte La Brède et se rend à Bordeaux en 1757. Il y étudie l'anatomie avec le chirurgien major de l'hôpital Saint-André, Jean Dupuy. À sa demande il a traduit de l'anglais le traité de la théorie et pratique des accouchemens écrit par l'obstétricien William Smellie (1697-1763).
Il acquiert ensuite à Paris entre 1766 et 1770 une solide formation scientifique. Il suit en particulier les cours de l'abbé Jean Antoine Nollet, du chimiste Guillaume-François Rouelle, de l'anatomiste Antoine Petit et du botaniste Bernard de Jussieu (1699-1777). Dans le même temps il exercr la fonction de précepteur pour les enfants de l'intendant des finances Charles Robert Boutin. Il est avocat au parlement de Paris en 1768.

### Voyage en Angleterre (1770)
Latapie voyage en Angleterre entre février et juin 1770. Il participe activement à son retour à la diffusion de l'esthétique du jardin anglais sur le continent, par sa traduction commentée de l'ouvrage de Thomas Whately Observations on modern gardening,. 

### Voyage en Italie (1774-1777)
Latapie devient membre de l'Académie de Bordeaux en 1773 et obtient en 1774 la promesse d'une charge d'inspecteur des arts et manufactures de Guyenne.
Grâce à la protection de Philibert Trudaine de Montigny, il accomplit entre 1774 et 1777 un long voyage à travers la France et la péninsule italienne, au cours duquel il correspond notamment avec Jean-Baptiste de Secondat (le fils de Montesquieu), et envoie des mémoires à l'Académie de Bordeaux. Retrouvés récemment dans les archives familiales, les quatorze cahiers de son journal de voyage en Italie, auquel il a donné le nom d'Éphémérides, ont permis aux chercheurs, notamment Gilles Montègre, de caractériser les circulations internationales associées aux réseaux savants et diplomatiques de l'Europe des Lumières (pour une présentation autour des Ephémérides romaines de Latapie, voir le site du LUHCIE, working papers, 2019 https://luhcie.univ-grenoble-alpes.fr/publications-travaux/ecrire-la-science-en-voyage/ [archive])
François de Paule Latapie a rencontré au début de son voyage Jean III Bernoulli qui faisait lui aussi un voyage en Italie. Ils naviguent ensemble en Méditerranée, font relâche à Nice qu'ils quittent le 29 janvier 1775 pour se rendre à Savone où ils résident jusqu'au 2 février avant d'aller à Gênes. Ils se sont quittés le 17 février car Bernoulli s'est rendu à Milan et Latapie en Italie du sud. En Italie, Latapie fréquente abondamment savants et diplomates.
Il séjourne à Rome à deux reprises, du 24 mars au 4 septembre 1775 et du 18 août au 24 octobre 1776. Il se promène dans Rome avec le guide de Lalande et celui de l'abbé Jérôme Richard, « Description historique et critique de l'Italie », 1766, tome 5 et tome 6. À Rome, il a abondamment fréquenté le religieux mathématicien François Jacquier, l'abbé Correia, secrétaire de l'Académie de Lisbonne, Jean Demeste (1748-1783), chirurgien, minéralogiste et botaniste, membre fondateur de la Société d'émulation de Liège, l'abbé Fortis (1741-1803), secrétaire et bibliothécaire de l'Institut de Bologne et rédacteur d'un Voyage en Dalmatie, et y a acquis l'estime du cardinal de Bernis. En septembre 1776, pendant son séjour à Rome, il a fait peindre son portrait par Annunziata Verchiatri.
À Naples, Latapie fréquente assidument l'ambassadeur d'Angleterre William Hamilton qui lui demande de participer à la traduction en français de son ouvrage Campi Phlegræi. En 1776, Latapieest le premier à réaliser "de mémoire" un plan topographique des fouilles de la cité antique de Pompéi, à une époque où la monarchie napolitaine interdisait aux visiteurs toute prise de notes sur le site. Le caractère novateur de ce plan et de la description des vestiges qui lui est associé a été mis en avant par les archéologues et les historiens des sciences,.
Latapie était un observateur aguéri. Tous les objets qui frappaient son regard étaient l'objet de notes très documentées. La densité et la précision des Éphémérides de Latapie documente ainsi la participation de l'Italie au mouvement des Lumières, notamment grâce aux cahiers consacrés à Rome, à Naples et aux espaces insulaires (de l'île d'Elbe à la Sicile). Durant son voyage Latapie devient membre de l'Académie des Arcades de Rome, des académies de Padoue et de Florence et de plusieurs sociétés savantes italiennes.
Sur son chemin de retour, Latapie visite Venise, les Alpes vicentines en compagnie d'Alberto Fortis, Milan, Pavie où il rencontre Lazzaro Sapallanzani, Turin, puis Genève. Il rencontre Voltaire à Ferney en 1777 (en non en 1775 comme écrit dans l'article de Léon Cosme, « Un Bordelais chez Voltaire ») et consacre à cette visite les dernières pages de ses Ephémérides. 

### Carrière dans le Bordelais avant 1789
Venu se fixer à Bordeaux à son retour d'Italie en 1777, Latapie  se distingue par ses conférences (il a transmis dès 1776 sa relation des fouilles de Pompéi à l’Académie de Bordeaux), ses cours publics de botanique (que fréquenta entre autres Jean Thore) et ses publications de culture pratique des jardins.
Il est inspecteur général des arts et manufactures de la Guyenne à partir de 1777. Dans le cadre de cette fonction, il a fait trois tournées d'inspection en Guyenne, en 1778, 1782 et 1789, dont il a rédigé des journaux. Il a rédigé une notice sur la situation économique de la généralité de Guyenne qu'il a envoyé en juin 1785 au Conseil de commerce. Dans la lettre que Latapie a envoyé à l'abbé Jacques Baurein, publiée dans le tome 5 des Variété bordeloises, il précise que cette notice manuscrite a 300 pages et qu'une copie manuscrite est conservée dans les archives de l'Académie des sciences de Bordeaux .  Aujourd'hui, seulement 60 pages ont été conservées. En même temps que cette lettre, Latapie a envoyé à l'abbé Baurein une Notice de la paroisse de La Brède publiée dans le tome 5 des Variété bordeloises.
Il donne des cours de botanique à partir de 1780. Il est chargé par l’intendant Dupré de Saint-Maur de « former un champ pour l'étude de la synonymie de la vigne ». Latapie a alors étudié les innombrables variétés de vignes cultivées dans la région, leurs origines et leurs hybridations. Ce champ a été détruit à la Révolution.
Il fait partie des associés à la fondation de la société culturelle appelée Le Musée de Bordeaux fondé en 1783 par l'abbé Jacob Louis Dupont des Jumeaux (1755-1823) avec l'aide de l'intendant Nicolas Dupré de Saint-Maur,.
L'Académie des sciences de Bordeaux a ouvert le Jardin des plantes en 1783. Botaniste formé par Bernard de Jussieu, Latapie s'est converti à Rome à la classification des espèces de Carl von Linné (1707-1778). L'Académie l'a chargé d'y démontrer la botanique. Il est nommé inspecteur des pépinières et de la minéralogie de Guyenne en 1784. Il est l’auteur d’ouvrages sur les plantes de Gironde : Hortus burdigalensis en 1784, du Catalogue du jardin des plantes de Bordeaux. Il y a donné ses leçons jusqu'à la Révolution qui ont aussi été suivies par des élèves en médecine et en pharmacie ainsi que des amateurs de tout âge.Il a rédigé une Description de la commune de la Brède, en 1786.
Il est nommé juge conseiller au tribunal de l'amirauté de Guyenne, en 1788.

### Carrière dans le Bordelais après 1789
Après la Révolution, n'ayant plus de fonction, Latapie propose son cabinet d'histoire naturelle et sa bibliothèque à la commune de Bordeaux en échange d'une rente et d'un poste de professeur de botanique. Il fonde le Musée du Jardin public en 1791. Il devient aussitôt professeur de botanique et d'histoire naturelle au jardin des plantes en l’échange de son herbier et de ses collections. Cet herbier, important et précieux, fut souvent cité par les botanistes de Paris et donné intégralement à sa ville adoptive après sa mort.
En 1792, il achète une échoppe pour y loger sa jeune épouse, Louis Marie Menoire. Il a 52 ans et elle 25. Son épouse meurt en 1804 sans avoir eu d'enfants.
À la suite d'une dénonciation, il est inculpé le 7 Prairial an II (26 Mai 1794) pour sympathies avec les Girondins. Cette inculpation n'a pas eu de conséquence.
À l'automne 1794, il est désigné comme élève de la nouvelle École normale, ouverte à Paris pour former les futurs enseignants destinés à former les maîtres d'école. Il séjourne probablement à Paris jusqu'au printemps 1795, date de fin des cours de la première École Normale.
Il est professeur d’histoire naturelle à l’École centrale de la Gironde (et donc collègue de son ami Jean Florimond Boudon de Saint-Amans (1748-1831) qui tenait le même rôle à Agen, de Louis Ramond de Carbonnières (1755-1827) à Tarbes, de Jacques Philippe Raymond Draparnaud (1772-1804) à Montpellier, de Julien Dufau (1780-?) à Dax, de Philippe Picot de Lapeyrouse (1744-1818) à Toulouse…) il fut sans doute l’initiateur de nombreux jeunes naturalistes grandissant à Bordeaux comme Jean-Baptiste Bory de Saint-Vincent (1778-1846) ou Toussaint-Yves Catros (1757-1836) en matière de botanique. Les écoles centrales sont supprimées par la loi du 11 floréal an X (1er mai 1802) et Latapie a quitté l'enseignement.
Dès que l'effervescence révolutionnaire est passée, les anciens membres de l'ancienne Académie royale des sciences ont repris leurs réunions et on formé une nouvelle société. François-de-Paule Latapie a puissamment concouru à sa réorganisation. Elle a pris en 1796 le nom de Société d’histoire naturelle, puis en 1797, le nom de Société des sciences, belles-lettres et arts de Bordeaux. En 1804, ses collègues l'ont élu président de la Société des sciences, belles-lettres et arts de Bordeaux. Il est intervenu dans le transfert du jardin botanique et l'organisation de la pépinière départementale.
En 1805, il est contraint de vendre ses livres dont plusieurs ont appartenu à Montesquieu. Ces livres sont achetées par la ville de Bordeaux.
À la fondation de la Faculté des lettres de l'Université de Bordeaux, en 1809, il est nommé professeur de littérature grecque. Cette université a été supprimée le 31 octobre 1815.
Il est membre fondateur de la Société linnéenne en 1818 mais il ne put participer à la première fête linnéenne du 25 juin 1818 à cause de son grand âge, mais il a assisté à la réunion du 4 novembre 1819. Au cours de cette réunion, Jean-François Laterrade le voyant l'a présenté comme « le Nestor de la botanique ».
Il a institué par testament, le 1er juin 1823, la Fête de la Rosière. La première Rosière appelée Coronada a été élue en 1824,.

## Écrits
- Thomas Whately (trad. François-de-Paule Latapie), L'Art de former les jardins modernes, ou l'art des jardins anglois, trad. de l'anglois, par François-de-Paule Latapie, à quoi le traducteur a ajouté un Discours préliminaire sur l'origine de l'art, des Notes sur le texte, et une description détaillée des Jardins de Stowe, accompagnée du Plan, vol. 42, Paris, chez Charles-Antoine Jombert, 1771
- « Notice de la paroisse de La Brède », Variétés bordeloises, Bordeaux, Chez les Frères Labottière imprimeurs-libraires, t. 5,‎ 1785, p. 19-61 (lire en ligne)
- « Description du château de La Brède », Journal de Guienne,‎ 15 mars 1786
- « Notice de la généralité de Bordeaux, ouvrage envoyé au Conseil de commerce en 1785 par François-de-Paule Latapie, inspecteur des manufactures. Préface et extraits communiqués et transcrits par Léon Cosme », Archives historiques du département de la Gironde, Bordeaux, Imprimerie G. Gounouilhou, t. 34,‎ 1899, p. 251-288 (lire en ligne)
- « Notice de la généralité de Bordeaux, ouvrage envoyé au Conseil de commerce en 1785 par François-de-Paule Latapie, inspecteur des manufactures. Extraits communiqués et transcrits par Léon Cosme », Archives historiques du département de la Gironde, Bordeaux, Imprimerie G. Gounouilhou, t. 35,‎ 1900, p. 314-352 (lire en ligne)
- « L'industrie et le commerce en Guienne sous le règne de Louis XVI. Journal de tournée de François-de-Paule de Latapie, inspecteur des manufactures, en 1778 », Archives historiques du département de la Gironde, Paris/Bordeaux, Alphonse Picard et fils/Imprimerie G. Gounouilhou, t. 38,‎ 1903, p. 321-509 (lire en ligne)
- « L'industrie et le commerce en Guienne sous le règne de Louis XVI. Journal de tournée de François-de-Paule de Latapie, inspecteur des manufactures, en 1782 », Archives historiques du département de la Gironde, Paris/Bordeaux, Alphonse Picard et fils/Feret et fils, t. 53,‎ 1919-1920, p. 133-168 (lire en ligne)
- « L'industrie et le commerce en Guienne sous le règne de Louis XVI. Journal de tournée de François-de-Paule de Latapie, inspecteur des manufactures, en 1782 (suite et fin) et en 1789 », Archives historiques du département de la Gironde, Paris/Bordeaux, Alphonse Picard et fils/Feret et fils, t. 54,‎ 1921-1922, p. 125-182 (lire en ligne)
- François-de-Paule Latapie et Gilles Montègre (éditeur scientifique), Éphémérides romaines, 24 mars-24 octobre 1775, Paris, Classiques Garnier, coll. « Correspondances et mémoires », 2017, 578 p., compte-rendu par François Moureau, dans  Dix-huitième siècle, 2018/1, no 50 (lire en ligne)
- François de Paule Latapie et Jean-Jacques Despont (introduction), « Tournées d'inspection, en 1778 et 1782, de l'industrie et du commerce, en Périgord, sous Louis XVI (1re partie) », Art et histoire en Périgord Noir, no 166,‎ 2021, p. 91-108

## Hommage
Le nom de Latapie a été donné à une rue de La Brède.